# Pīr Maḩalleh
Pīr Maḩalleh (persiska: پیر محله) är en ort i Iran.   Den ligger i provinsen Gilan, i den norra delen av landet, 180 km nordväst om huvudstaden Teheran. Pīr Maḩalleh ligger 17 meter över havet och antalet invånare är 142.
Terrängen runt Pīr Maḩalleh är platt åt nordost, men åt sydväst är den kuperad. Runt Pīr Maḩalleh är det ganska tätbefolkat, med 134 invånare per kvadratkilometer. Närmaste större samhälle är Rūdsar, 8,8 km norr om Pīr Maḩalleh. Trakten runt Pīr Maḩalleh består till största delen av jordbruksmark.